# مسابقات فرمول یک فصل ۱۹۶۰
مسابقات فرمول یک فصل ۱۹۶۰ در سال ۱۹۶۰ میلادی برگزار شد. در این مسابقات جک برابهم (به انگلیسی: Jack Brabham) از تیم کوپر و با خودروی کلایمکس به قهرمانی رسید وی که در آغاز مسابقه در خط ۳ قرار داشت، بهترین زمان خود را در دور ۳ به دست آورد و در مجموع صاحب ۴۳ امتیاز شد.